# Lê Bình (phường)
Lê Bình là một phường thuộc quận Cái Răng, thành phố Cần Thơ, Việt Nam.

## Địa lý
Phường Lê Bình có vị trí địa lý:
- Phía đông giáp phường Hưng Thạnh
- Phía tây và phía bắc giáp quận Ninh Kiều
- Phía nam giáp các phường Thường Thạnh và Ba Láng.

Phường Lê Bình có diện tích 2,46 km², dân số năm 2004 là 13.968 người, mật độ dân số đạt 5.678 người/km².

## Lịch sử
Địa bàn phường Lê Bình trước đây là thị trấn Cái Răng, huyện lỵ huyện Châu Thành, tỉnh Cần Thơ cũ, được thành lập sau năm 1975 trên cơ sở tách một phần diện tích và dân số của xã Thường Thạnh.
Ngày 26 tháng 11 năm 2003, Quốc hội ban hành Nghị quyết số 22/2003/QH11 chia tỉnh Cần Thơ cũ thành thành phố Cần Thơ thuộc trung ương và tỉnh Hậu Giang. Theo đó, thị trấn Cái Răng thuộc địa giới thành phố Cần Thơ.
Ngày 2 tháng 1 năm 2004, Chính phủ ban hành Nghị định 05/2004/NĐ-CP. Theo đó, thành lập phường Lê Bình thuộc quận Cái Răng, thành phố Cần Thơ trên cơ sở toàn bộ 246,37 ha diện tích tự nhiên và 13.968 người của thị trấn Cái Răng.

## Hình ảnh

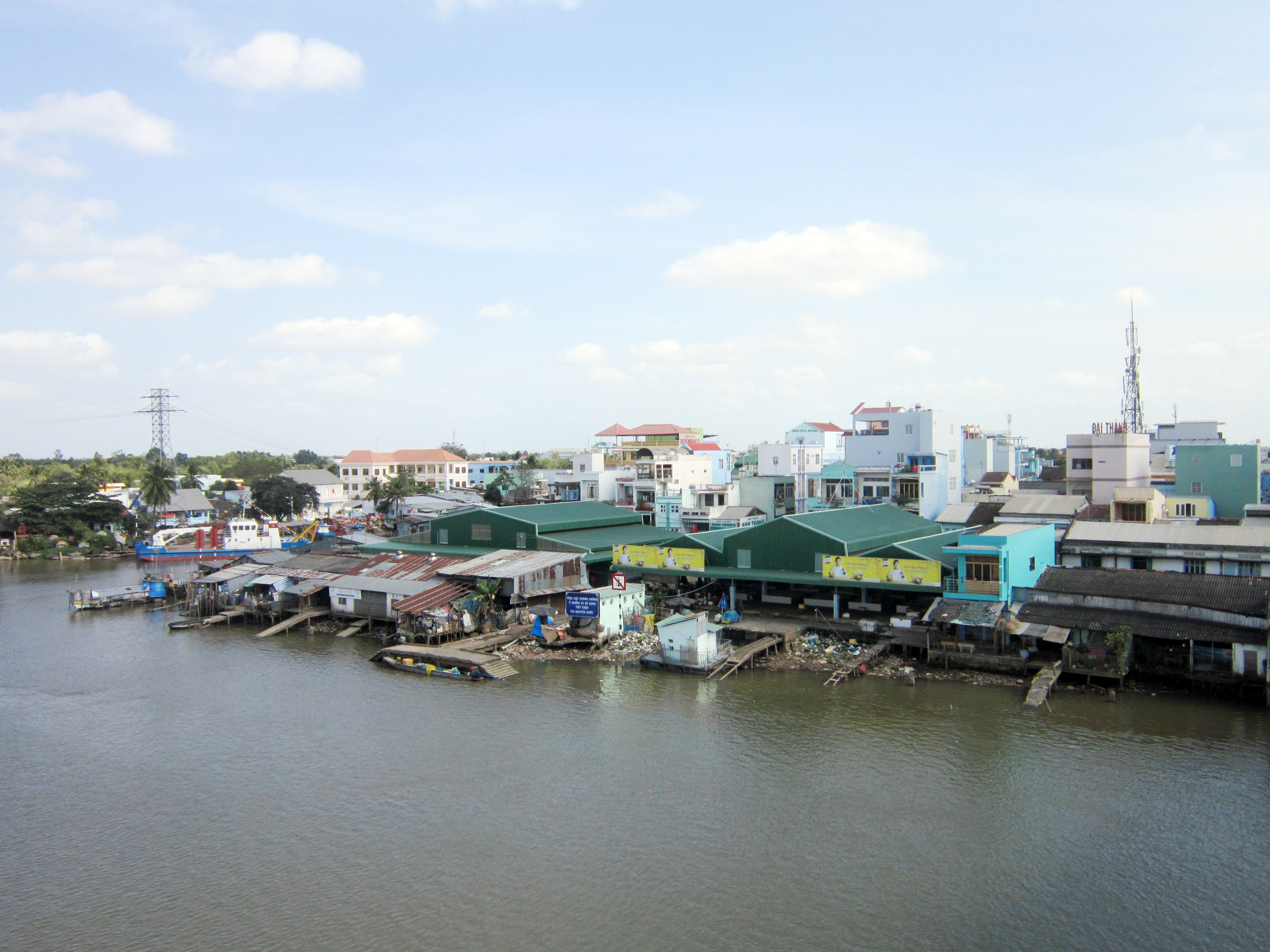
Chợ Cái Răng nằm trên địa bàn phường Lê Bình và bên sông Cần Thơ.
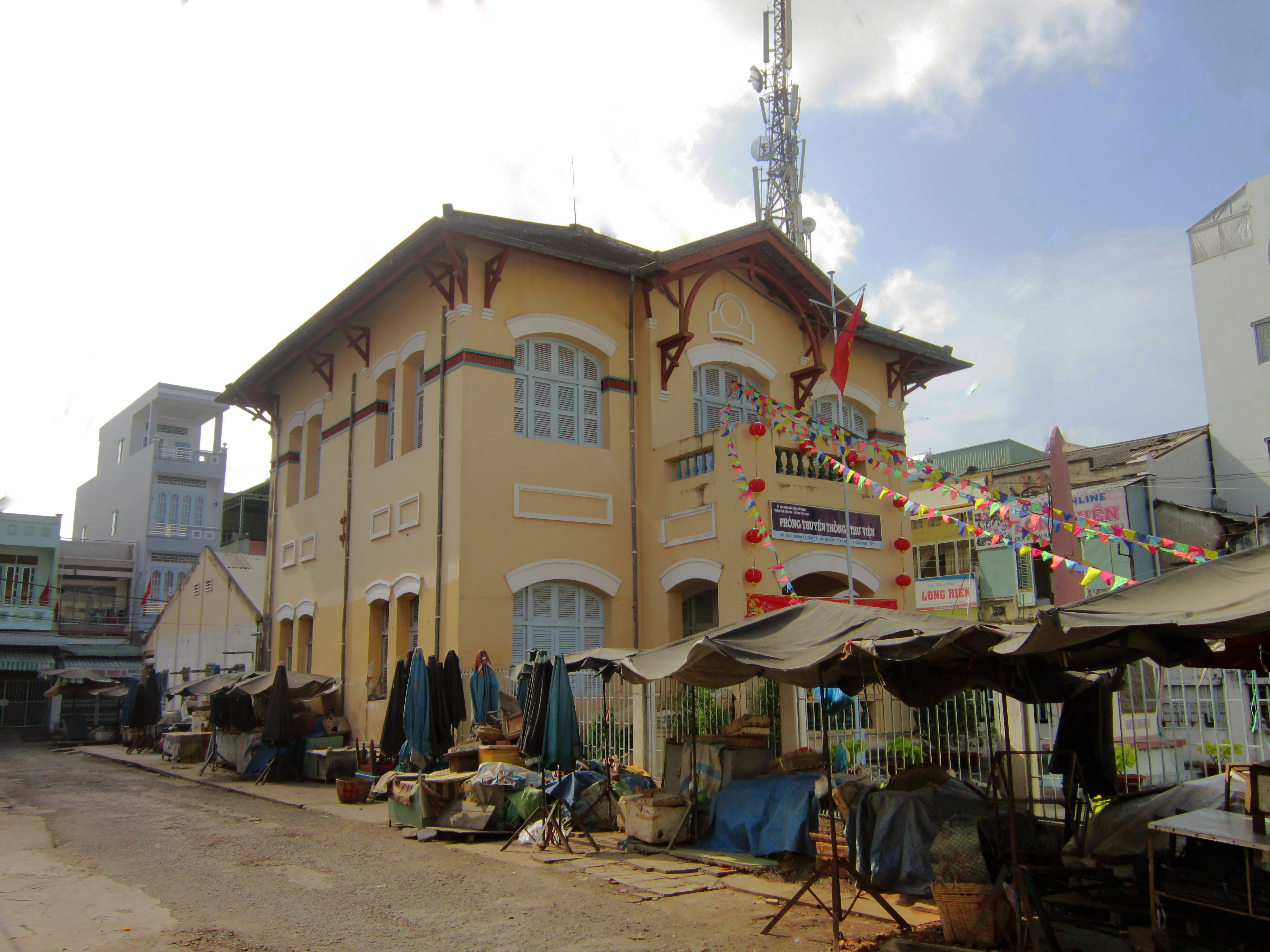
Công sở của xã Thường Thạnh xưa có từ thời Pháp thuộc ở phường Lê Bình.